# Берлато, Елена
Елена Берлато (итал. Elena Berlato, род. 2 августа 1988, Скио, Венеция) — итальянская профессиональная велогонщица, выступавшая с 2008 по 2015 годы. Горовосходитель.

## Карьера

### Начало карьеры
В 2006 году в Порденоне, в возрасте 17 лет, она заняла второе место в юниорской индивидуальной гонке на чемпионате Италии.
В 2007 году, ещё будучи юниором, она выступала в составе команды Buderus-Cicli Cavalera.
В 2008 году она перешла в профессиональную команду Safi-Pasta Zara-Manhattan. В сентябре она вместе с Анной Цуньо была вызвана на чемпионат мира в Варесе для участия в индивидуальной гонке, которую закончила на 37-м месте.
В следующем году она заняла десятое место на Трофео Коста Этруска I и седьмое на чемпионате Италии по шоссейным велогонкам. Затем она впервые приняла участие в Гранд Букль феминин, которую закончила на 14-м месте, и в Джиро д'Италия, на которой заняла 17-е место. На этапе Pesco Sannita на Джиро она, помимо прочего, выиграла стипендию, учреждённую в память о Зинаиде Стагурской для награждения лучшей гонщицы в трёх горных классификациях.

### 2010—2013: Top Girls Fassa Bortolo
В сезоне 2010 года Елена Берлато перешла в команду Top Girls Fassa Bortolo-Ghezzi из города Спрезиано (провинция Тревизо). В первой половине сезона она добилась нескольких заметных результатов: она заняла седьмое место в Трофее Альфредо Бинды — коммуны Читтильо и восьмое в Флеш Валонь Фамм, обеих гонках в календаре Кубка мира, седьмое место в Джиро дель Трентино-Альто-Адидже — Южный Тироль и восьмое место в индивидуальной гонке чемпионата Италии. В июле она приняла участие в Джиро д’Италия, заняв десятое место в генеральной классификации. Она была второй как в классификации молодых гонщиков, уступив только Марианне Вос, так и в классификации итальянцев, опередив Татьяну Гудерцо. Затем она была включена в список десяти гонщиц, созванных для участия в чемпионате Европы по шоссейному велоспорту в Анкаре: участвуя в гонке для спортсменов до 23 лет, она не закончила испытания. В сентябре она стала одной из восьми итальянок, вызванных для участия в групповой гонке на чемпионате мира в Мельбурне: в этот раз она работала в качестве доместика, способствуя успеху Джорджии Бронцини. В конце года Берлато заняла 21-е место в классификации Кубка мира, став третьей лучшей итальянкой.
Весной 2011 года, всё ещё в составе команды Top Girls Fassa Bortolo, её лучшими результатами стали четвёртое место на Флеш Валонь Фамм, где её опередили Марианна Вос, Эмма Юханссон и Юдит Арндт, седьмое место на Гран-при Вальядолида, обе гонки Кубка мира, и десятое место на Эмакумин Бира. Затем, в июле, она снова вышла на старт Джиро д’Италия. В отличие от 2010 года, ей не удалось войти в десятку лучших в генеральной классификации — фактически она была одиннадцатой с отставанием в 18 минут 08 секунд от победительницы, Вос — также из-за падения на этапе Пескокостанцо; на этот раз, однако, она выиграла белую майку молодёжной классификации, а также, как и в 2010 году, второе место в классификации национальной синей майки, уступив только Гудерцо. Она закончила сезон на 15-м месте, став лучшей итальянкой в Кубке мира.
В 2012 году в форме Fassa Bortolo-Servetto она не получила ни мест, ни очков в Кубке мира. Вместо этого она финишировала десятой на Вуэльте Сальвадора и четвёртой на Muri Fermani, а в июне упала на Эмакумин Бира, в результате чего сломала ключицу и была вынуждена перенести операцию. Через месяц она вернулась в гонки, а в сентябре финишировала восьмой на Memorial Cesare Del Cancia.
В следующем году она приняла участие в многочисленных международных гонках, но так и не добилась значительных результатов. На Джиро д’Италия она финишировала тридцать пятой, на следующем Туре Лимузена была десятой после шестого места на этапе, и, наконец, финишировала восемнадцатой на Джиро ди Тоскана — Мемориал Микелы Фанини.

### 2014—2015: ALÉ-Cipollini
Несмотря на два последних неудачных года, Берлато заключила контракт на 2014 год с женской командой ALÉ-Cipollini, базирующейся в Вероне и возглавляемой Луизианой Пегораро. В течение сезона ей удалось вновь стать конкурентоспособной: она заняла шестое место на Вуэльте Коста-Рики, а в индивидуальной гонке чемпионата Италии — второе, уступив лишь Элизе Лонго Боргини (на 1’00"). Затем она стала двенадцатой на Джиро дель Трентино-Альто-Адидже — Южный Тироль и восьмой на чемпионате Италии в Варесе, а на следующей Джиро д’Италия она финишировала второй на третьем этапе, уступив Аннемик ван Влёйтен. В августе и сентябре она была ещё в особенно хорошей форме, заняв десятое место на Рут де Франс феминин, второе на Трофи д’Ор (со вторым местом на этапе) и шестое на Джиро ди Тоскана — Мемориал Микелы Фанини. Эти результаты позволили ей получить новый вызов в национальную команду, хотя и в качестве запасной, для участия в групповой гонке на чемпионате мира в Понферраде.
В 2015 году она продолжала выступать в составе ALÉ-Cipollini. В течение сезона выиграла элитную гонку Giro dei 5 Comuni в Фара-Вичентино. В июне-июле она заняла седьмое место в элитной групповой гонке на чемпионате Италии в Суперге и третье место в индивидуальной гонке в Сан-Вито-аль-Тальяменто; она также приняла участие в Джиро д'Италия, оказавшись в центре внимания на подъёмах. Несмотря на хорошие результаты, в конце сезона она ушла из велоспорта.

## Достижения
2006
2-я на Чемпионате Италии — индивидуальная гонка U19
2010
7-я на Трофее Альфредо Бинды — коммуны Читтильо
8-я на Флеш Валонь Фамм
10-я на Джиро Донне
2011
4-я на Флеш Валонь Фамм
7-я на Гран-при Вальядолида
2014
2-я на Чемпионате Италии — индивидуальная гонка
2-я на Трофи д’Ор

## Статистика выступления наГранд-турах
| Гонка / Год          | 2008 | 2009 | 2010           | 2011           | 2012           | 2013           | 2014           | 2015           |
| -------------------- | ---- | ---- | -------------- | -------------- | -------------- | -------------- | -------------- | -------------- |
| Гранд Букль феминин  | 14   | 14   | не проводилась | не проводилась | не проводилась | не проводилась | не проводилась | не проводилась |
| Рут де Франс феминин | —    | 25   | —              | —              | —              | —              | 10             | —              |
| Тур де л'Од феминин  | —    | —    | —              | не проводилась | не проводилась | не проводилась | не проводилась | не проводилась |
| Джиро Роза           | —    | 17   | 10             | 11             | 85             | 35             | 27             | 38             |

## Рейтинги
| Год                 | 2009  | 2010 | 2011 | 2012  | 2013  | 2014 | 2015  |
| ------------------- | ----- | ---- | ---- | ----- | ----- | ---- | ----- |
| Мировой рейтинг UCI | 279-й | 72-й | 62-й | 334-й | 447-й | 67-й | 237-й |
|                     |       |      |      |       |       |      |       |
| Источник: UCI       |       |      |      |       |       |      |       |

## Личная жизнь
Её младший брат, Джакомо — тоже велогонщик.